# Dicranomyia (Idioglochina) tusitala
Dicranomyia (Idioglochina) tusitala is een tweevleugelige uit de familie steltmuggen (Limoniidae). De soort komt voor in het Australaziatisch gebied.